# Hisao Kami
Hisao Kami (Prefectura d'Hiroshima, Japó, 28 de juny de 1941), és un exfutbolista i exentrenador japonès.

## Selecció japonesa
Hisao Kami va disputar 15 partits amb la selecció japonesa.